# Sao Hai (huyện)
Sao Hai (tiếng Thái: เสาไห้) là một huyện (amphoe) ở tỉnh Saraburi, miền trung Thái Lan.
Năm 1549, vua Chakkraphat đã hạ lệnh tách một số khu vực của mueang Lopburi và Nakhon Nayok để lập mueang Saraburi.

## Địa lý
Các huyện giáp ranh (từ phía tây bắc theo chiều kim đồng hồ) là: Ban Mo, Phra Phutthabat, Chaloem Phra Kiat, Mueang Saraburi, Nong Saeng của tỉnh Saraburi, Tha Ruea của tỉnh Ayutthaya.
Sông Pa Sak chảy qua huyện này.

## Hành chính
Huyện này được chia thành 12 phó huyện (tambon), các đơn vị này lại được chia ra thành 103 làng (muban). Có ba thị trấn (thesaban tambon) - Sao Hai và Ban Yang mỗi đơn vị nằm trên một phần của tambon cùng tên, Suan Dok Mai nằm trên toàn bộ tambon Suan Dok Mai. Có 12 Tổ chức hành chính tambon.
| STT. | Tên          | Tên Thái | Số làng | Dân số |  |
| ---- | ------------ | -------- | ------- | ------ |  |
| 1.   | Sao Hai      | เสาไห้    | 7       | 3.129  |  |
| 2.   | Ban Yang     | บ้านยาง   | 15      | 3.457  |  |
| 3.   | Hua Pluak    | หัวปลวก   | 12      | 2.560  |  |
| 4.   | Ngio Ngam    | งิ้วงาม    | 6       | 1.051  |  |
| 5.   | Sala Ri Thai | ศาลารีไทย | 5       | 1.135  |  |
| 6.   | Ton Tan      | ต้นตาล    | 8       | 1.823  |  |
| 7.   | Tha Chang    | ท่าช้าง    | 8       | 1.454  |  |
| 8.   | Phraya Thot  | พระยาทด  | 7       | 1.881  |  |
| 9.   | Muang Ngam   | ม่วงงาม   | 8       | 2.174  |  |
| 10.  | Roeng Rang   | เริงราง   | 7       | 3.006  |  |
| 11.  | Mueang Kao   | เมืองเก่า  | 9       | 3.232  |  |
| 12.  | Suan Dok Mai | สวนดอกไม้ | 11      | 5.390  |  |